# Vlag van Durban

Vlag van de gemeente Durban

De vlag van Durban is de gemeentevlag van de Zuid-Afrikaanse gemeente Durban. De vlag is gebaseerd op het gemeentelogo, dat bestond uit een donkerblauw veld met in het midden een afbeelding van de koepel van het stadhuis van Durban in lichtblauw met een witte omlijning. Het stadhuis is de zetel van het gemeentebestuur en werd gebouwd in 1910 en is bijna een exacte replica van het stadhuis van Belfast in Noord-Ierland. Blauw is de bedrijfskleur van de gemeente en symboliseert het belang van de stad als toeristische bestemming op basis van de kustlijn en de stranden.

## Verwante afbeelding

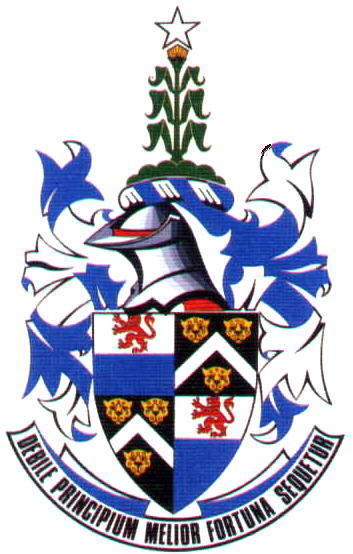
Het wapen van Durban